# 10566 Забадак
10566 Забадак (10566 Zabadak) — астероїд головного поясу, відкритий 14 січня 1994 року.
Тіссеранів параметр щодо Юпітера — 3,315.
Названо на честь японської музичної групи